# Arhopala aphadantas
Arhopala aphadantas är en fjärilsart som beskrevs av Corbet 1941. Arhopala aphadantas ingår i släktet Arhopala och familjen juvelvingar. Inga underarter finns listade i Catalogue of Life.